# ستيفن فراند كوهن
ستيفن فراند كوهن (بالإنجليزية: Stephen Frand Cohen)‏ء (25 نوفمبر 1938 - 18 سبتمبر 2020)، هو صحفي وأستاذ جامعي ومؤرخ أمريكي.

## وصلات خارجية
- ستيفن فراند كوهن على موقع IMDb (الإنجليزية)
- ستيفن فراند كوهن على موقع قاعدة بيانات الفيلم (الإنجليزية)